# درگیری فتح و حماس
درگیری فتح و حماس (به عربی: النزاع بین فتح و حماس‌) یک درگیری سیاسی و استراتژیک مداوم بین فتح و حماس، دو حزب سیاسی اصلی فلسطینی در سرزمین‌های فلسطینی است که به تسلط حماس بر نوار غزه در ژوئن ۲۰۰۷ منجر شد. این درگیری از هنگام پیروزی حماس در انتخابات ۲۰۰۶ مجلس فلسطین آغاز شد. در نیم‌روز ۵ مه ۲۰۰۷ به شکل یک درگیری مسلحانه درآمد و اوج آن از ۷ تا ۱۴ ژوئیه ۲۰۰۷ در غزه بود که طی نبرد ۲۰۰۷ غزه با موفقیت حماس و اشغال سازمان‌های امنیتی تشکیلات خودگردان فلسطین توسط گردان‌های عزالدین قسام به پایان رسید. از آن پس فلسطین در عمل به دو دولت مجزا در نوار غزه و کرانه باختری تجزیه شده است. روند آشتی و اتحاد دولت‌های حماس و فتح، نهایی نشده و وضعیت فعلی به عنوان یک درگیری منجمد تلقی می‌شود.
در طول این نبردها آسیب‌های شدیدی به فلسطینیان به‌ویژه در نوار غزه وارد آمده و گزارش‌های متعددی از نقض فاحش حقوق بین‌الملل بشردوستانه وجود دارد. برخی از مقامات از جمله وزیر خارجه مصر، احمد ابوالغیط، ایران را متهم به تشویق و تجهیز حماس برای آغاز این نبرد می‌کنند

## زمینه
حماس پس از مرگ یاسر عرفات در سال ۲۰۰۴ حضور خود را در نهادهای وابسته به تشکیلات خودگردان فلسطین پررنگ‌تر کرد. آن‌ها در انتخابات شوراهای شهر و شهرداری‌های سال ۲۰۰۵ فلسطین شرکت کرده و به موفقیت نسبی نیز دست یافتند. حماس با وجود اینکه انتخابات ریاست‌جمهوری فلسطین (که با پیروزی محمود عباس رهبر جنبش فتح، پایان یافت) را تحریم کرده بود، در انتخابات سال ۲۰۰۶ مجلس قانون‌گذاری فلسطین شرکت کرد. این مجلس نهاد قانون‌گذاری تشکیلات خودگردان فلسطین به‌شمار می‌رود و بر اساس قراردادهای سازمان آزادی‌بخش فلسطین و دولت اسرائیل موسوم به پیمان‌های اسلو تشکیل شده است. حماس با وجود این‌که این پیمان‌ها را به رسمیت نمی‌شناسد وارد نهادهای وابسته به این حکومت شده و معتقد است که حضور در این دولت لزوماً به معنای پذیرش پیمان‌های موجب ایجاد آن نیست.
پیروزی غیرمنتظره حماس در این انتخابات که آنان را صاحب ۷۴ نماینده از مجموع ۱۳۲ نماینده این مجلس کرد و انتخاب اسماعیل هنیه عضو شاخص حماس و نفر اول فهرست انتخاباتی این جریان به نخست‌وزیری، وضعیت تازه‌ای را در حیات سیاسی این سازمان رقم زد. اسرائیل، ایالات متحده آمریکا، اتحادیه اروپا، اتحادیه عرب و بسیاری از کشورهای دیگر که عمده بودجه این دولت را تأمین می‌کنند، ادامه کمک‌های خود را به تغییر بندهایی از منشور ۱۹۸۸ حماس که در آن خواهان نابودی کشور اسرائیل شده و شناسایی این کشور از سوی این سازمان موکول کردند. حماس این درخواست‌ها را نپذیرفت و منابع مالی مورد نیاز برای اداره دولت را با کمک متحدان سنتی خود تأمین می‌کرد.
ایالات متحده آمریکا در مقابل با ارسال مهمات، اسلحه و آموزش‌های فنی به جنگجویان فتح و تشویق کشورهای عربی به کمک به این جریان امیدوار به شکست حماس و موفقیت فتح در بازگرداندن قدرت بود. در این راستا اردن و مصر، دو اردوگاه نظامی برای جنگجویان فتح در خاک خود برپا کردند.